# Solidaridad Europea
Solidaridad Europea (en ucraniano: Європейська Солідарність, Jevropejśka Solidarnist) es un partido político de Ucrania.
Es un partido de centro derecha, fundamentado en el liberalismo, proeuropeo, antisovietico y nacionalista ucraniano. En las elecciones presidenciales de 2019 Petró Poroshenko fue derrotado, su partido quedó en segundo lugar en la segunda vuelta electoral.

## Posturas políticas del partido
- Integridad territorial de Ucrania.
- Eliminar toda referencia/monumento que glorifique a Lenin, Stalin, al Ejército Rojo o a la Unión Soviética.
- Colocar referencias/monumentos nacionalistas, y de sus líderes, entre ellos, Stepán Bandera.
- Ingreso de Ucrania como miembro pleno de la Unión Europea.
- Descentralización de Ucrania.
- Salvaguardar de los derechos y el uso del idioma ruso para los ciudadanos rusófonos, manteniendo el ucraniano como única lengua oficial nacional
- Independencia energética del país
- Promoción de una lista abierta para las elecciones
- Creación de una televisión pública estatal
- Atención especial a la comunidad tártara de Crimea
- Sistema de salud y protección social para los ciudadanos de bajos recursos
- Reforma de leyes y creación de un poder judicial independiente
- Leyes anticorrupción

## Resultados electorales

### Elecciones presidenciales
|  | 54.70 % |

|  | 15.95 % |

|  | 24.45 % |

a Candidato independiente apoyado por el partido.

### Elecciones parlamentarias
|  | 23.57 % |

|  | 0.65 % |

|  | 0.05 % |

|  | 21.82 % |

|  | 8.10 % |

a Dentro del Bloque Nuestra Ucrania-Autodefensa Popular.
b Dentro del Bloque de Yuriy Karamazin.
c Dentro de la Comunidad de Todos los Ucranianos.